# Jake Mageau
Jake Mageau (Maui, 25 novembre 1997) è uno sciatore freestyle statunitense, specializzato in slopestyle e halfpipe.

## Biografia
Specializzato in slopestyle e halfpipe e attivo a livello internazionale dal marzo 2013, Mageau ha debuttato in Coppa del Mondo il 23 agosto 2015, giungendo 19º nell'halfpipe di Cardrona. Nel gennaio 2022 ha vinto la medaglia d'argento nello knuckle huck ai Winter X Games XXVI.
In carriera non ha mai preso parte a rassegne olimpiche o iridate.

## Palmarès

### Winter X Games
- 1 medaglia:
  - 1 argento (knuckle huck ad Aspen 2022)

### Mondiali juniores
- 1 medaglia:
  - 1 argento (halfpipe a Chiesa in Valmalenco 2015)

### Coppa del Mondo
- Miglior piazzamento in classifica generale: 136º nel 2016
- Miglior piazzamento nella Coppa del Mondo di halfpipe: 25º nel 2016